# Nhện nước
Nhện nước (Danh pháp khoa học: Gerris remigis) là một động vật trong nhóm bọ nước. Chúng sống chủ yếu ở sông, ao hồ và được coi là một trong những loài tiến bộ nhất trong giới tự nhiên về khả năng cư ngụ trên mặt nước. Nhện nước không thuộc lớp nhện mà là một loài côn trùng.

## Đặc điểm

### Di chuyển
Nhện nước có những chiếc chân dài, mảnh khảnh khiến cho nhện nước dễ dàng đi lại trên cạn và trên mặt nước. Quanh chân của nhện nước có hàng nghìn sợ lông tí hon, mỗi sợi dài khoảng 50 micromet. Các sợi lông này xù ra thành chùm tơ cực nhỏ, bắt không khí vào bên trong, tạo ra lớp đệm ngăn cách chân với mặt nước, đồng thời làm tăng sức nổi của con vật.
Chính lớp đệm khí này cũng giúp nhện nước di chuyển nhanh chóng và lấy lại thăng bằng trên mặt nước, ngay cả khi thời tiết không mấy thuận lợi như mưa bão... Dù cho đôi chân nhện nước có thể tạo ra chỗ trũng tới 4mm nhưng vẫn không phá vỡ mặt nước. Chính khả năng nổi này cho phép con vật nhảy tưng tưng trên mặt nước. Nhện nước còn có thể lao đi với tốc độ bằng cả trăm lần chiều dài cơ thể trong một giây.

### Sinh sản
Khi đến mùa giao phối, con đực không thực hiện nhưng kiểu tán tỉnh truyền thống mà chỉ đơn giản là nhảy vào con cái và yêu cầu được giao phối. Nếu con cái từ chối, nó sẽ tạo ra các gợn sóng thu hút các loài săn mồi. Khi con cái đầu hàng và đồng ý yêu cầu của nó,nó sẽ ngừng tạo ra các gợn sóng, vì thế chúng có thể giao phối trong hoà bình. Nhện nước cái không cần thiết giao phối, vì chúng có thể thụ tinh cho trứng của nó suốt đời vì nó chỉ cần 1 lần giao phối duy nhất. Nhưng đôi khi vì không muốn tình hình nguy hiểm chúng đành phải để con đực thỏa mãn yêu cầu.